# Sarah Connor (cantora)
Sarah Marianne Corina Lewe (Delmenhorst, 13 de junho de 1980), também conhecida como Sarah Connor, é uma cantora e compositora alemã. Iniciou a carreira em 2001 sob a orientação de músicos como Rob Tyger e Kay Denar e se tornou a primeira cantora a atingir 4 hits consecutivos no German Singles Chart. Seguindo o sucesso na Europa Ocidental, com seu single "From Sarah With Love", uma série de sucessos estabeleceu a Sarah uma posição como uma das melhores vocalistas pop alemã nos início dos anos 2000, com mais de 15 milhões de cópias vendidas no mundo todo. Seu último lançamento, o álbum de estúdio Real Love, foi lançado em outubro de 2010, em meio à sua participação como jurada no reality show alemão X Factor. Com vários prémios e distinções, Connor recebeu quatro cometas, um Top of Pops Award, um Goldene Kamera, um Europa Goldene, um World Music Awards, e um Echo.

## Prêmios

### 1Live Krone 2005
- Melhor Artista Feminina

### Bravo Otto
- 2001 - Cantora - Prata
- 2003 - Cantora - Bronz
- 2004 - Cantora - OURO
- 2005 - Cantora - OURO
- 2006 - Cantora - OURO
- 2007 - Cantora - Bronze
- 2008 - Cantora - OURO

### Cometa
- 2001 - Best Newcomer Nacional
- 2005 - Melhor Artista Feminina
- 2007 - Melhor Artista Feminina
- 2009 - Melhor Artista Feminina

### DIVA-Award
- 2005 - Artista Música do Ano

### ECHO (incluindo indicações)
- 2002 - Best Newcomer Nacional (Soul Green Eyed) - indicada
- 2002 - Melhor Artista Nacional Pop / Rock Feminino (Soul Green Eyed) - GANHOU
- 2002 - Melhor Single Nacional - De Sarah com amor - indicada
- 2003 - Melhor Artista Nacional Pop / Rock Feminino (Unbelievable) - indicada
- 2004 - Melhor Artista Nacional Pop / Rock Feminino (Key To My Soul) - indicada
- 2006 - Melhor Artista Nacional Pop / Rock Feminino (impertinentes) - indicada
- 2007 - Melhor Artista Nacional Pop / Rock Feminino (Natal em meu coração) - indicada
- 2008 - Melhor Artista Nacional Pop / Rock Feminino (Soulicious) - indicada
- 2009 - Melhor Artista Nacional Pop / Rock Feminino (Sexy as Hell) - indicada
- 2011 - Melhor Artista Nacional Pop / Rock Feminino (Real Love) - indicada

### Goldene Europa
- 2002 - Mais bem-sucedida cantora alemã Feminino

### Goldene Kamera
- 2005 - Pop Nacional

### MAXIM
- 2002 - Mulher do Ano - Pop Star

### Prêmio neo
- 2004 - Mais downloads de álbum - Key To My Soul

### Radio Award Regenbogen
- 2002 - Melhor Hit de 2001 - From  Sarah With Love

### Top of the Pops Award
- 2001 Melhor Revelação alemã

### World Music Award
- 2004 - Melhor Artista Selling alemão

### World Of Music Award
- 2008 - Melhor Artista Nacional Feminino

## Discografia

### Estúdio
- Green Eyed Soul (2001)
- Unbelievable (2002)
- Key to My Soul (2003)
- Naughty but Nice (2005)
- Soulicious (2007)
- Sexy as Hell (2008)
- Real Love (2010)

### Compilações
- Sarah Connor (2004)

### Especiais
- Christmas in My Heart (2005)

## Filmografia
| Filmes | Filmes                   | Filmes      | Filmes                |
| Ano    | Filme                    | Papel       | Notas                 |
| ------ | ------------------------ | ----------- | --------------------- |
| 2005   | Robots                   | Maria       | Voz                   |
| 2006   | Ein Mädchen namens Rania | Rania Meyer | Estreia, protagonista |
| 2010   | Isch kandidiere          | Ela própria | Cameo                 |